# Chromatographia
Chromatographia è una rivista scientifica che si occupa di cromatografia, elettroforesi e tecniche associate, i campi investigati sono: chimica analitica, fisica applicata e fisica tecnica, biochimica e biofisica, chimica organica, scienze farmaceutiche, scienze botaniche.
Nel 2014 il fattore d'impatto della rivista era di 1,411.
È stata fondata nel 1968 ed è pubblicata da Springer.